# James R. Schlesinger
James Rodney Schlesinger (Nova Iorque, 15 de fevereiro de 1929 – Baltimore, 27 de março de 2014) foi um economista e político norte-americano que serviu como o 12º Secretário de Defesa dos Estados Unidos de 1973 a 1975 durante as presidências de Richard Nixon e Gerald Ford e também como o 1º Secretário da Energia dos Estados Unidos entre 1977 e 1979 sob o presidente Jimmy Carter.